# Balrogia
Balrogia is een geslacht van vliesvleugeligen uit de familie Pteromalidae. De wetenschappelijke naam van dit geslacht is voor het eerst geldig gepubliceerd in 1977 door Hedqvist.

## Soorten
Het geslacht Balrogia is monotypisch en omvat slechts de volgende soort:
- Balrogia striata Hedqvist, 1977